# 中共脱出
『中共脱出』（ちゅうきょうだっしゅつ、Blood Alley）は、1955年のアメリカ合衆国の映画。出演はジョン・ウェインやローレン・バコールなど。

## キャスト
※括弧内は日本語吹替（放送日1968年4月29日『サントリー名画劇場』）
- ワイルダー：ジョン・ウェイン（川久保潔）
- キャシー：ローレン・バコール（小沢沙季子）
- ツォ：ポール・フィックス（矢田稔）
- スース：ジョイ・キム
- フォン：ベリー・クルーガー
- ハン：W・T・チャン（鈴木泰明）
- リン：アニタ・エクバーグ

## スタッフ
- 監督：ウィリアム・A・ウェルマン
- 製作：ロバート・フェローズ
- 原作・脚本：A・S・フライシュマン
- 撮影：ウィリアム・H・クローシア
- 音楽：ロイ・ウェッブ